# Championnats d'Europe de kayak-polo 2007
Navigation
Édition précédente Édition suivante
Les 7es championnats d'Europe de kayak-polo de 2007 se sont déroulés du 12 au 16 septembre à Thury-Harcourt, en 2007.

## Résultats
| Catégorie      | Médaille d'or | Médaille d'argent | Médaille de bronze |
| -------------- | ------------- | ----------------- | ------------------ |
| Seniors Hommes | Pays-Bas      | Allemagne         | France             |
| Seniors Dames  | Allemagne     | France            | Grande-Bretagne    |
| Espoirs Hommes | France        | Allemagne         | Irlande            |
| Espoirs Dames  | Allemagne     | France            | Belgique           |

## Meilleurs buteurs
Les meilleurs buteurs au championnat d'Europe de kayak-polo 2007 sont :
- Alan Vessey ( Grande-Bretagne) et Jeroen Suffys ( Belgique) pour le championnat senior masculin.
- Margret Neher ( Allemagne) pour le championnat senior féminin.
- Corentin Hébert ( France) et Ricardo Gamito ( Portugal) pour le championnat espoir masculin.
- Valérie Sibioude ( France) pour le championnat espoir féminin.